# Canton de Soulaines-Dhuys
Le canton de Soulaines-Dhuys est une ancienne division administrative française, située dans le département de l'Aube en région Champagne-Ardenne.

## Géographie
Ce canton était organisé autour de Soulaines-Dhuys dans l'arrondissement de Bar-sur-Aube. 

## Histoire
Lors de l'élection présidentielle de 1848, il est de tous les cantons français celui qui accorde, avec 94,1 %, le plus fort score à Louis-Napoléon Bonaparte.
Par le décret du 21 février 2014, le canton est supprimé à compter des élections départementales de mars 2015. Il est englobé dans le canton de Bar-sur-Aube.

## Administration

### conseillers généraux de 1833 à 2015
| Période | Période      | Identité                                                                  | Étiquette                | Qualité |
| ------- | ------------ | ------------------------------------------------------------------------- | ------------------------ | --- |
| 1833    | 1842         | Edme Maupas                                                               |                          | Maire de Colombé-la-Fosse |
| 1842    | 1867         | Parfait de Lassus                                                         |                          | Propriétaire, maire d'Arrentières |
| 1867    | 1871         | Ladislas de Lassus (fils du précédent)                                    | Droite                   | Propriétaire à Arrentières |
| 1871    | 1874         | Adrien Thierry-Delanoue                                                   | Républicain              | Maire de Soulaines (1871-1878) |
| 1874    | 1880         | Ladislas de Lassus                                                        | Libéral                  | Propriétaire à Arrentières |
| 1880    | 1919         | Paul Edmond Paul Edmond Thierry-Delanoue (fils d'Adrien Thierry-Delanoue) | Républicain Progressiste | Propriétaire du domaine de Saint-Victor Maire de Soulaines (1878-....) Député (1889-1919)                                                                          |
| 1919    | 1922         | Adrien Leroux-Croissant                                                   |                          | Industriel à Crespy-le-Neuf |
| 1922    | 1938 (décès) | Victor Lesaché                                                            | RG                       | Avoué Adjoint au maire de Troyes Député (1919-1928) Sénateur (1930-1938)                                                                                           |
| 1938    | 1940         | Charles-Henri Tassin                                                      | RG                       | Propriétaire agriculteur, adjoint au maire de Soulaines Nommé membre de la Commission administrative départementale en 1941 Nommé conseiller départemental en 1943 |
|         |              |                                                                           |                          | |
| 1945    | 1958         | André Maitrot                                                             | DVD-RPF                  | Cultivateur à Lévigny |
| 1958    | 1973         | Fernand Boussel                                                           | RI                       | Cultivateur - Maire de Vernonvilliers |
| 1973    | 1985         | Germaine Thierry (1914-2021)                                              | Centriste puis UDF-PR    | Chef d'entreprise (textile),ancien maire de Soulaines-Dhuys |
| 1985    | 2011         | Michel Roche                                                              | DVD                      | Photographe à Petit-Mesnil Vice-président du Conseil général |
| 2011    | 2015         | Philippe Dallemagne                                                       | DVD                      | Agent territorial Maire de Soulaines-Dhuys depuis 2001 Président de la communauté de communes de Soulaines                                                         |

### Conseillers d'arrondissement (de 1833 à 1940)
Le canton de Soulaines avait deux conseillers d'arrondissement.
| Période                                  | Période      | Identité                                                                | Étiquette                | Qualité |
| ---------------------------------------- | ------------ | ----------------------------------------------------------------------- | ------------------------ | --- |
| 1833                                     | 1848         | M. Baudry                                                               |                          | Propriétaire à Thil                                                                                         |
| 1833                                     | 1836         | M. Mariotte                                                             |                          | Propriétaire à Thors                                                                                        |
| 1836                                     | 1837 (décès) | Antoine Charles Jacques Victor Marquis du Pont de Compiègne (1780-1837) |                          | Colonel de cavalerie, propriétaire à Fuligny                                                                |
| 1837                                     | 1842         | Alexis Grammaire (1803-1857)                                            |                          | Propriétaire, cultivateur, maire de Soulaines                                                               |
| 1842                                     | 1848         | Ambroise Pépin                                                          |                          | Propriétaire à Petit-Mesnil, juge de paix                                                                   |
|                                          |              |                                                                         |                          | |
| 1901                                     | 1909 (décès) | Pierre Arsène Debias (1826-1909)                                        | RG                       | Notaire, Président du Conseil d'arrondissement, Président du club républicain démocratique de Bar-sur-Aube  |
| 1907                                     | 1915 (décès) | Jean-Baptiste Lorez                                                     | Républicain progressiste | Propriétaire à Éclance                                                                                      |
| 1913                                     | 1925         | Edmond Jacques Paul François Thierry-Delanoue fils                      | Républicain progressiste | Propriétaire du domaine de Saint-Victor à Soulaines-Dhuys                                                   |
| 1915                                     | 1919         | siège vacant                                                            |                          | |
| 1919                                     | 1931         | Irénée Pérard                                                           |                          | Adjoint au maire de Thil                                                                                    |
| 1925                                     | 1931 (décès) | Achille Jacquinot                                                       |                          | Cultivateur, vigneron, maire de Colombé-la-Fosse                                                            |
| 1931                                     | 1940         | Louis Jeanson                                                           | Cartel des droites       | Maire de Maisons-lès-Soulaines                                                                              |
| 1931                                     | 1940         | Henri de Balaincourt                                                    | Cartel des droites       | Maire de Petit-Mesnil                                                                                       |
| 1940                                     |              |                                                                         |                          | Les conseils d'arrondissement ont été suspendus par la loi du 12 octobre 1940 et n'ont jamais été réactivés |
| Les données manquantes sont à compléter. |              |                                                                         |                          | |

## Composition
Le canton de Soulaines-Dhuys regroupait vingt et une communes.
| Nom                         | Code Insee | Intercommunalité          | Superficie (km2) | Population (dernière pop. légale) | Densité (hab./km2) |
| --------------------------- | ---------- | ------------------------- | ---------------- | --------------------------------- | ------------------ |
| Soulaines-Dhuys (chef-lieu) | 10372      | CC de Vendeuvre-Soulaines | 20,06            | 417 (2014)                        | 21                 |
| La Chaise                   | 10072      | CC de Vendeuvre-Soulaines | 8,81             | 41 (2014)                         | 4,7                |
| Chaumesnil                  | 10093      | CC de Vendeuvre-Soulaines | 11,07            | 95 (2014)                         | 8,6                |
| Colombé-la-Fosse            | 10102      | CC de Vendeuvre-Soulaines | 9,31             | 200 (2014)                        | 21                 |
| Crespy-le-Neuf              | 10117      | CC de Vendeuvre-Soulaines | 10,19            | 148 (2014)                        | 15                 |
| Éclance                     | 10135      | CC de Vendeuvre-Soulaines | 11,48            | 101 (2014)                        | 8,8                |
| Épothémont                  | 10139      | CC de Vendeuvre-Soulaines | 10,43            | 182 (2014)                        | 17                 |
| Fresnay                     | 10161      | CC de Vendeuvre-Soulaines | 7,54             | 45 (2014)                         | 6                  |
| Fuligny                     | 10163      | CC de Vendeuvre-Soulaines | 10,34            | 55 (2014)                         | 5,3                |
| Juzanvigny                  | 10184      | CC de Vendeuvre-Soulaines | 7,64             | 126 (2014)                        | 16                 |
| Lévigny                     | 10194      | CC de Vendeuvre-Soulaines | 13,75            | 100 (2014)                        | 7,3                |
| Maisons-lès-Soulaines       | 10219      | CC de Vendeuvre-Soulaines | 6,16             | 60 (2014)                         | 9,7                |
| Morvilliers                 | 10258      | CC de Vendeuvre-Soulaines | 15,64            | 308 (2014)                        | 20                 |
| Petit-Mesnil                | 10286      | CC de Vendeuvre-Soulaines | 14,83            | 228 (2014)                        | 15                 |
| La Rothière                 | 10327      | CC de Vendeuvre-Soulaines | 7,13             | 112 (2014)                        | 16                 |
| Saulcy                      | 10366      | CC de Vendeuvre-Soulaines | 11,39            | 77 (2014)                         | 6,8                |
| Thil                        | 10377      | CC de Vendeuvre-Soulaines | 19,42            | 142 (2014)                        | 7,3                |
| Thors                       | 10378      | CC de Vendeuvre-Soulaines | 8,33             | 72 (2014)                         | 8,6                |
| Vernonvilliers              | 10403      | CC de Vendeuvre-Soulaines | 7,66             | 70 (2014)                         | 9,1                |
| Ville-aux-Bois              | 10411      | CC de Vendeuvre-Soulaines | 5,56             | 20 (2014)                         | 3,6                |
| Ville-sur-Terre             | 10428      | CC de Vendeuvre-Soulaines | 16,10            | 108 (2014)                        | 6,7                |

## Démographie
| 1962  | 1968  | 1975  | 1982  | 1990  | 1999  | 2006  | 2011  | 2012  |
| ----- | ----- | ----- | ----- | ----- | ----- | ----- | ----- | ----- |
| 3 096 | 2 961 | 2 566 | 2 473 | 2 449 | 2 605 | 2 634 | 2 673 | 2 654 |